# Triatlo nos Jogos do Pacífico de 2015
O Triatlo nos Jogos do Pacífico de 2015 foram disputados em um único dia, 5 de julho, onde premiou os vencedores da categoria masculina e feminina.

## Medalhistas

### Masculino
| Ouro   | NCL Audric Lucini      |
| Prata  | TAH Benjamin Zorgnotti |
| Bronze | NCL Mathieu Szalamacha |

### Feminino
| Ouro   | NCL Charlotte Robin                  |
| Prata  | TAH Salome De Barthez de Marmorieres |
| Bronze | NCL Céline Grymonprez                |

## Detalhes

### Masculino
| Pos. | #  | Triatleta                       | Tempo total   |
| ---- | -- | ------------------------------- | ------------- |
|      | 14 | Audric Lucini                   | 59:04         |
|      | 4  | Benjamin Zorgnotti              | 1:02:11       |
|      | 17 | Mathieu Szalamacha              | 1:03:41       |
| 4    | 16 | David Beaumont                  | 1:05:09       |
| 5    | 3  | Keanu Lorfevre                  | 1:07:26       |
| 6    | 2  | Laurent Barra                   | 1:07:31       |
| 7    | 5  | Boris Teddy                     | 1:09:13       |
| 8    | 18 | Patrick Bernard Aflague Camacho | 1:09:56       |
| 9    | 19 | Peter Noble Lombard II          | 1:10:20       |
| 10   | 23 | Stephen Edward Sanday           | 1:11:08       |
| 11   | 20 | James Cameron ONeal             | 1:11:23       |
| 12   | 9  | Casmer Kapali Kamangip          | 1:12:23       |
| 13   | 10 | Troy David Kua                  | 1:12:25       |
| 14   | 7  | Rocky Donald Ratu               | 1:13:28       |
| 15   | 6  | Jad Godfrey Nalo                | 1:15:05       |
| 16   | 21 | Petero Manoa                    | 1:16:15       |
| 17   | 8  | Mairi Karl Feeger               | 1:16:48       |
| 18   | 14 | Peter Balboni Prestley          | 1:23:22       |
| 19   | 1  | Heitini Lelenoa                 | 1:29:38       |
| 20   | 12 | Anthony Richard Stearns         | 1:33:14       |
| 21   | 11 | Brad Edward Ruszala             | 1:37:30       |
| 22   | 22 | Lui Kafoa Pene                  | Não Completou |

### Feminino
| Pos. | #  | Triatleta                        | Tempo total |
| ---- | -- | -------------------------------- | ----------- |
|      | 9  | Charlotte Robin                  | 1:06:30     |
|      | 3  | Salome De Barthez de Marmorieres | 1:06:49     |
|      | 10 | Céline Grymonprez                | 1:08:39     |
| 4    | 11 | Nathalie Viratelle               | 1:09:21     |
| 5    | 7  | Rachel Sapery James              | 1:11:24     |
| 6    | 2  | Poerava Van Bastolaire           | 1:12:24     |
| 7    | 1  | Kari Lee Armour ep Lazzari       | 1:13:17     |
| 8    | 15 | Ayshalynn Almogela Perez         | 1:17:17     |
| 9    | 16 | Seini Adivuti                    | 1:18:23     |
| 10   | 27 | Lavinia Elenora Dickinson        | 1:20:11     |
| 11   | 12 | Mylene Garcia Garcia             | 1:26:16     |
| 12   | 5  | Andriana Tukuvia                 | 1:30:45     |
| 13   | 6  | Mary Marasina                    | 1:32:18     |
| 14   | 14 | Karly Jael ONeal                 | 1:33:26     |
| 15   | 4  | Melisa Bereta                    | 1:35:03     |
| 16   | 21 | Rosemary Arua Ralfe              | 1:36:30     |

## Quadro de Medalhas
| Ordem | País               | Medalha de ouro | Medalha de prata | Medalha de bronze | Total |
| ----- | ------------------ | --------------- | ---------------- | ----------------- | ----- |
| 1     | Nova Caledônia     | 2               | 0                | 2                 | 4     |
| 2     | Polinésia Francesa | 0               | 2                | 0                 | 2     |

- ^ Este quadro de medalhas diz respeito a categoria Triatlo, o quadro da competição se encontra na página Jogos do Pacífico de 2015.